# Lijst van straten in Bajram Curri

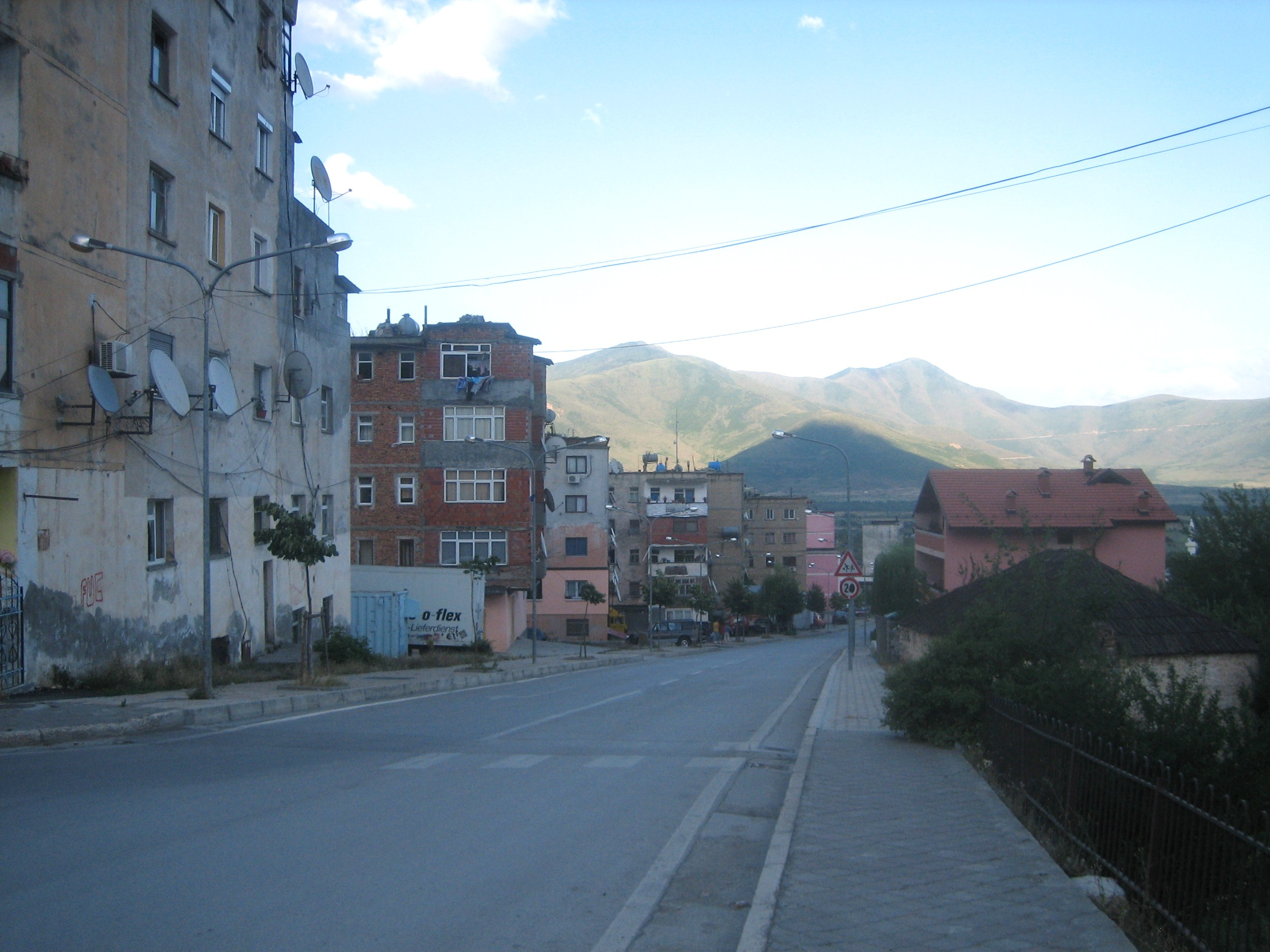
Rruga Mic Sokoli

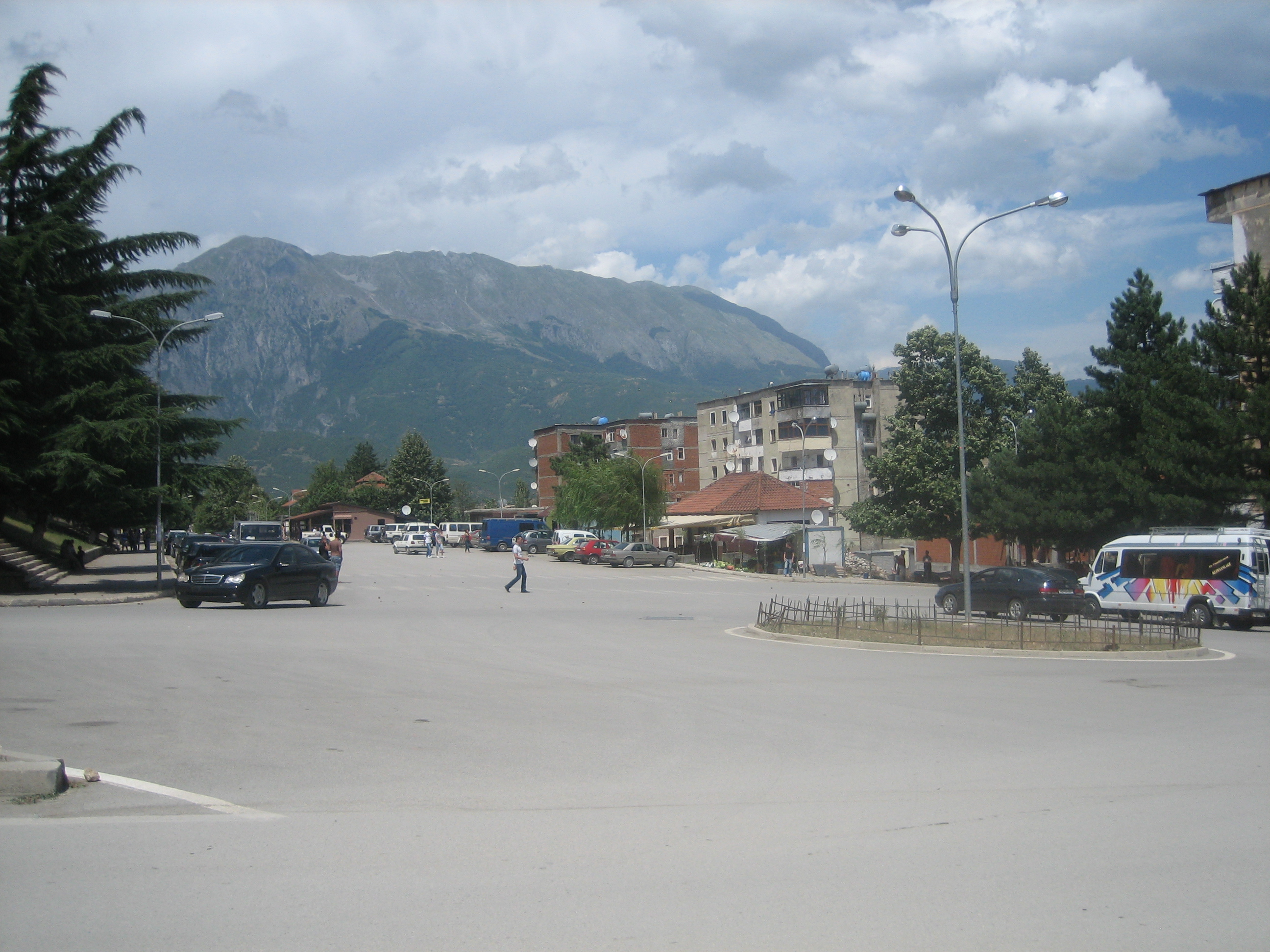
Sheshi Azem Hajdari met daarachter de Rruga Agim Ramadani

Dit is een lijst van straten en pleinen in Bajram Curri, de hoofdstad van het district Tropojë in de Noord-Albanese prefectuur Kukës.

## Straten
- Rruga Agim Ramadani
- Rruga Ali Ibra
- Rruga Besëlidhja e Malësisë
- Rruga Bylbyl Breçani
- Rruga Fatmir Hasandoçi
- Rruga Gjyriqi
- Rruga Jah Salihi
- Rruga Mic Sokoli
- Rruga Ram Sadria
- Rruga Sali Kolgeci
- Rruga Servis Osmani
- Rruga Sylejman Vokshi

## Pleinen
- Sheshi Dardania
- Sheshi Azem Hajdari
- Sheshi Tahir Sinani